# Лебус
Лебус, або Любуш (нім. Lebus, пол. Lubusz) — місто в Німеччині, розташоване в землі Бранденбург на лівому березі Одера, яким проходить кордон з Польщею. Входить до складу району Меркіш-Одерланд. Центр об'єднання громад Лебус.
Площа — 54,23 км2. Населення становить 3144 ос. (станом на 31 грудня 2020).

## Географії

### Адміністративний поділ
Місто  складається з 3 районів:
- Мальнов
- Шенфліс
- Вульков